# Larry Parks
Larry Parks, född 13 december 1914 i Olathe i Kansas, död 13 april 1975 i Studio City, Los Angeles, i Kalifornien, var en amerikansk skådespelare och sångare. Parks är främst känd för sin roll som Al Jolson, som han porträtterade i två filmer, Al Jolson (1946) och Sången är mitt liv (1949). Han var gift med skådespelaren Betty Garrett från 1944 fram till sin död. De fick två söner, den ena är verksam som skådespelare och den andra som kompositör.

## Filmografi i urval
- 1942 – Blondie Goes to College
- 1942 – Alla kysste bruden
- 1942 – The Boogie Man Will Get You
- 1942 – Bröllop i Buenos Aires
- 1943 – Jagare
- 1944 - Stars on Parade
- 1944 – She's a Sweetheart
- 1945 – Segraren
- 1946 – Al Jolson
- 1947 – Dansens gudinna
- 1948 – Svärdsmannen
- 1949 – Sången är mitt liv
- 1950 – Emergency Wedding
- 1952 – Bara inte bröllop
- 1954-1957 - The Ford Television Theatre (TV-serie)
- 1955 – Mr Desmond Kidnappad
- 1961 - The Untouchables (TV-serie)
- 1962 – Det fördolda